# Льюис, Уильям (шахматист)
Уильям Льюис (англ. William Lewis; 9 октября 1787, Бирмингем — 22 августа 1870, Лондон) — один из сильнейших шахматистов Англии в начале XIX века; теоретик и пропагандист шахмат. Ученик Дж. Саррата; продолжал его деятельность как пропагандист идей итальянской школы. Преподаватель шахмат; среди его учеников — А. Мак-Доннелл и Дж. Уокер.
Опубликовал ряд исследований, посвященных гамбитам — королевскому, шотландскому, Эванса. Перевёл на английский язык работы Дж. Греко. Двухтомник Льюиса «Цикл лекций о шахматной игре» пользовался популярностью и выдержал несколько изданий. Участник матча Лондон — Эдинбург по переписке (1824).
Играл в шахматном автомате И. Н. Мельцеля в Лондоне (1819).

## Книги
- Elements of the game of chess, L., 1822;
- A series of progressive lessons on the game of chess, L., 1831.